# Massimo d'Azeglio
Massimo Taparelli d'Azeglio (Torino, 24 ottobre 1798 – Torino, 15 gennaio 1866) è stato un politico, patriota, pittore e scrittore italiano.

## Biografia

### Famiglia e infanzia
Massimo Taparelli d'Azeglio nacque a Torino, in via del teatro d'Angennes, l'attuale via Principe Amedeo, nel palazzo appartenente alla nobile famiglia Taparelli di Lagnasco, nell'attuale provincia di Cuneo (la famiglia era imparentata con i Balbo, tra cui si ricordano Prospero e Cesare), già discendente dei più antichi marchesi di Ponzone, feudatari del vercellese e viveronese.
Figlio del marchese Cesare Taparelli d'Azeglio, noto esponente della Restaurazione sabauda e del cattolicesimo subalpino, e di Cristina Morozzo della Rocca dei Marchesi di Bianzè (5 novembre 1770 - 22 febbraio 1838), fu tenuto a battesimo da monsignor Giuseppe Morozzo Della Rocca, che sarebbe poi diventato cardinale. I genitori vissero dapprima nel Castello di Azeglio (da cui il nome del marchesato), vicino al Lago di Viverone, ma tutti i loro figli nacquero a Torino.

Stemma della famiglia Taparelli d'Azeglio

Dei suoi fratelli più noti si ricordano Luigi, presbitero gesuita e cofondatore de La Civiltà Cattolica, e Roberto, politico liberale come Massimo, promotore della campagna di emancipazione delle minoranze religiose del Piemonte (giudei e valdesi). Si chiamava Roberto anche il fratello maggiore, che però nacque morto nel 1789. Gli altri fratelli di Massimo morirono prematuramente: Giuseppe Luigi, subito dopo la nascita, nel 1796, Melania a soli 10 anni di etisia (10 luglio 1797 - 15 agosto 1807), Metilde ventiduenne (24 novembre 1791 - 12 agosto 1813) ed Enrico a 30 anni (24 novembre 1794 - 2 settembre 1824).

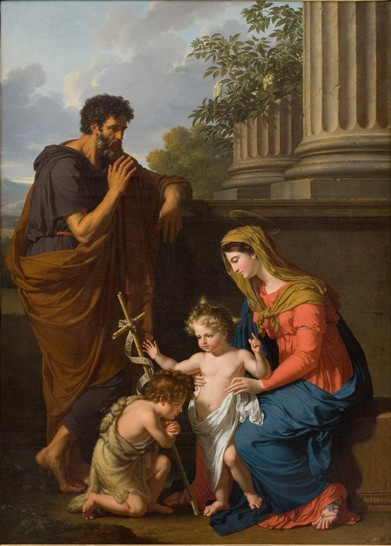
François-Xavier Fabre, La sacra famiglia (1801-02): il modello per Gesù bambino fu il piccolo Massimo d'Azeglio

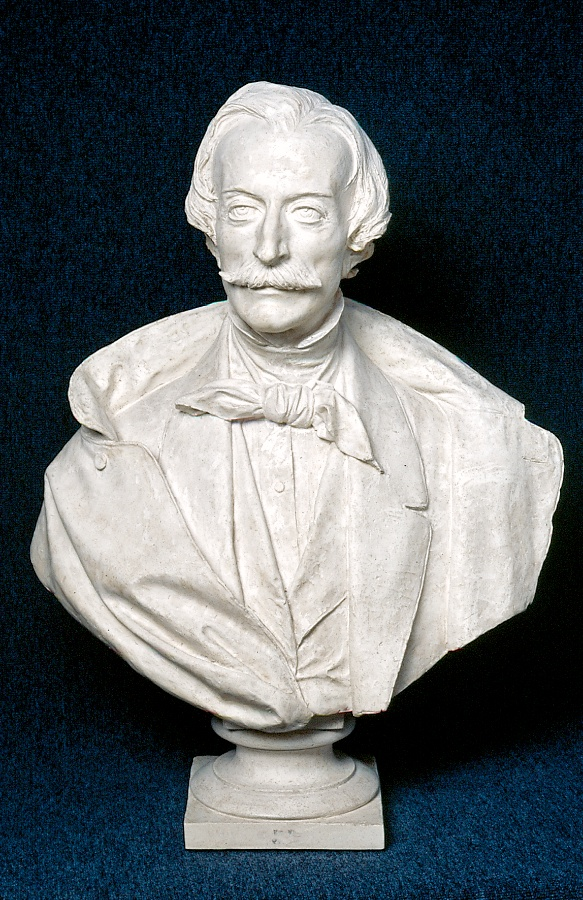
Busto di Massimo D'Azeglio, Vincenzo Vela, 1855-1865

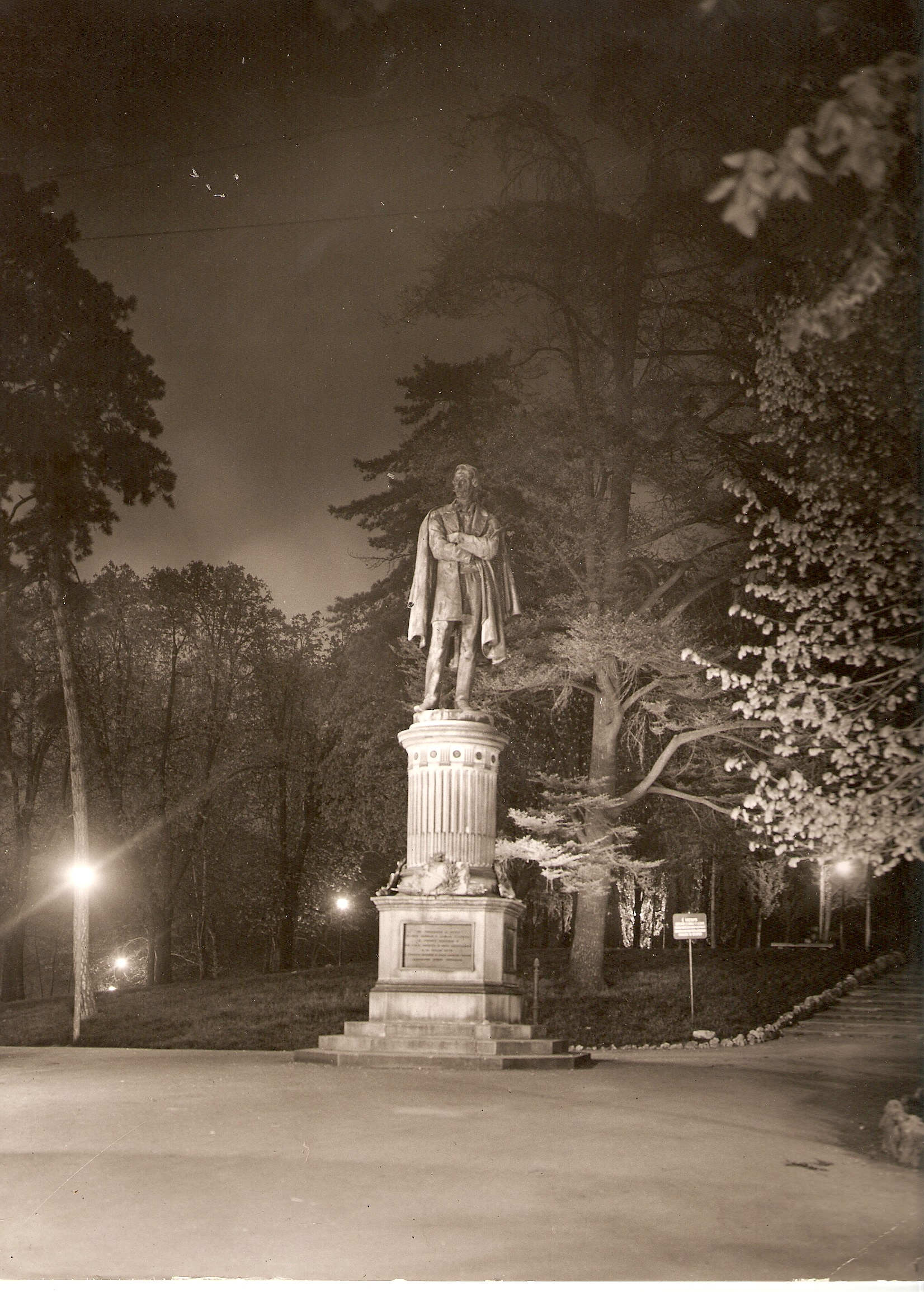
Monumento a Massimo d'Azeglio, Parco del Valentino, Torino

Per via dell'occupazione napoleonica, Massimo da bambino (con la famiglia) fu costretto a vivere per qualche anno a Firenze, dove la domenica mattina si recava in casa della contessa d'Albany per recitarle i versi che lei gli faceva imparare durante la settimana e dove conobbe Vittorio Alfieri, amante della contessa e caro amico del padre. D'Azeglio stesso racconta un episodio curioso: quando aveva quattro anni Alfieri lo condusse nello studio del pittore François-Xavier Fabre, che usò il piccolo come modello per il Gesù Bambino della Sacra Famiglia a cui stava lavorando in quel momento. L'opera andò poi ad ornare una chiesa di Montpellier. A Firenze ricevette un'educazione severa: in casa i genitori gli imposero un forte senso del dovere e studiò presso le Scuole Pie di Via Larga.

### L'attività artistica e letteraria
Alla fine del 1810, i Taparelli tornarono a Torino, dove Massimo frequentò filosofia all'Università, «che cominciai all'età di circa tredici anni». Il giovane non aveva grande amore per lo studio: seguì i corsi per dovere ma senza brillare, in un'indole vivace e gaudente che caratterizzò la sua giovinezza, riavvicinandolo all'austerità dell'educazione ricevuta solo in epoca più tarda. Il padre, intanto, forgiava nei figli uno spirito forte e pronto per le asperità della vita: «Nostro padre voleva vederci diventar uomini, anche fisicamente parlando». Fu così che li iniziò al fioretto, al nuoto e all'equitazione, e presto li condusse a fare lunghe escursioni nei boschi simulando situazioni militari.

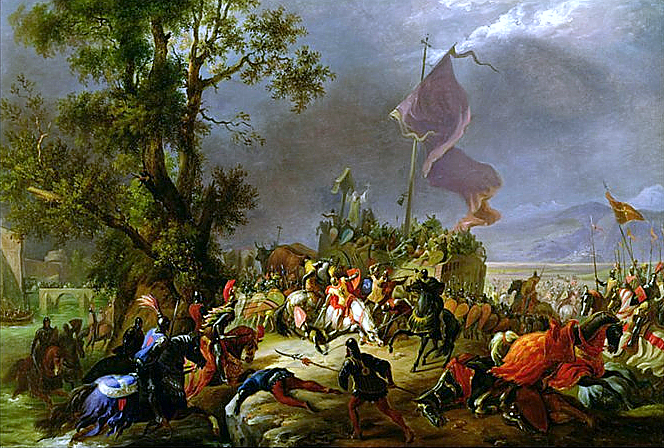
Massimo d'Azeglio, La battaglia di Legnano, 1831

Caduto Napoleone nel 1814, gli austriaci rientrarono in città tra il giubilo generale. Per papa Pio VII era possibile tornare a Roma, «ed il re volle che gli giungesse quanto più presto si potesse un mi rallegro del capo della Casa di Savoia, nella quale era tradizionale lo sfottimento del papa. La scelta dell'inviato cadde sulla persona di mio padre; ed era certo impossibile trovare un più vero rappresentante del principio politico come della fede religiosa dei due principi». Massimo accompagnò il padre a Roma, dove entrò in contatto con molti scultori e pittori del tempo: Canova, Thorvaldsen, Rauch, Camuccini, Landi, tanto per fare qualche nome. Oltre ad approfondire quello che sarebbe rimasto il principale interesse culturale della propria vita, quello della pittura, si appassionò anche alla musica e alla poesia, conoscendo di persona il commediografo Gherardo de Rossi e il librettista Jacopo Ferretti, nonché il musicista Niccolò Paganini e il compositore Gioachino Rossini, con i quali condivise una notte di scherzi durante il carnevale romano del 1821.
Entrò quindi come allievo ufficiale militare sottotenente di Cavalleria (Reggimento "Reale Piemonte"), sulle orme del padre. Tuttavia, dopo qualche mese, abbandonò la carriera militare per dissensi nei confronti della classe aristocratica, ed entrò nella semplice fanteria (Guardia provinciale) con mansioni di segretariato, presso l'ambasciata sarda di Roma.

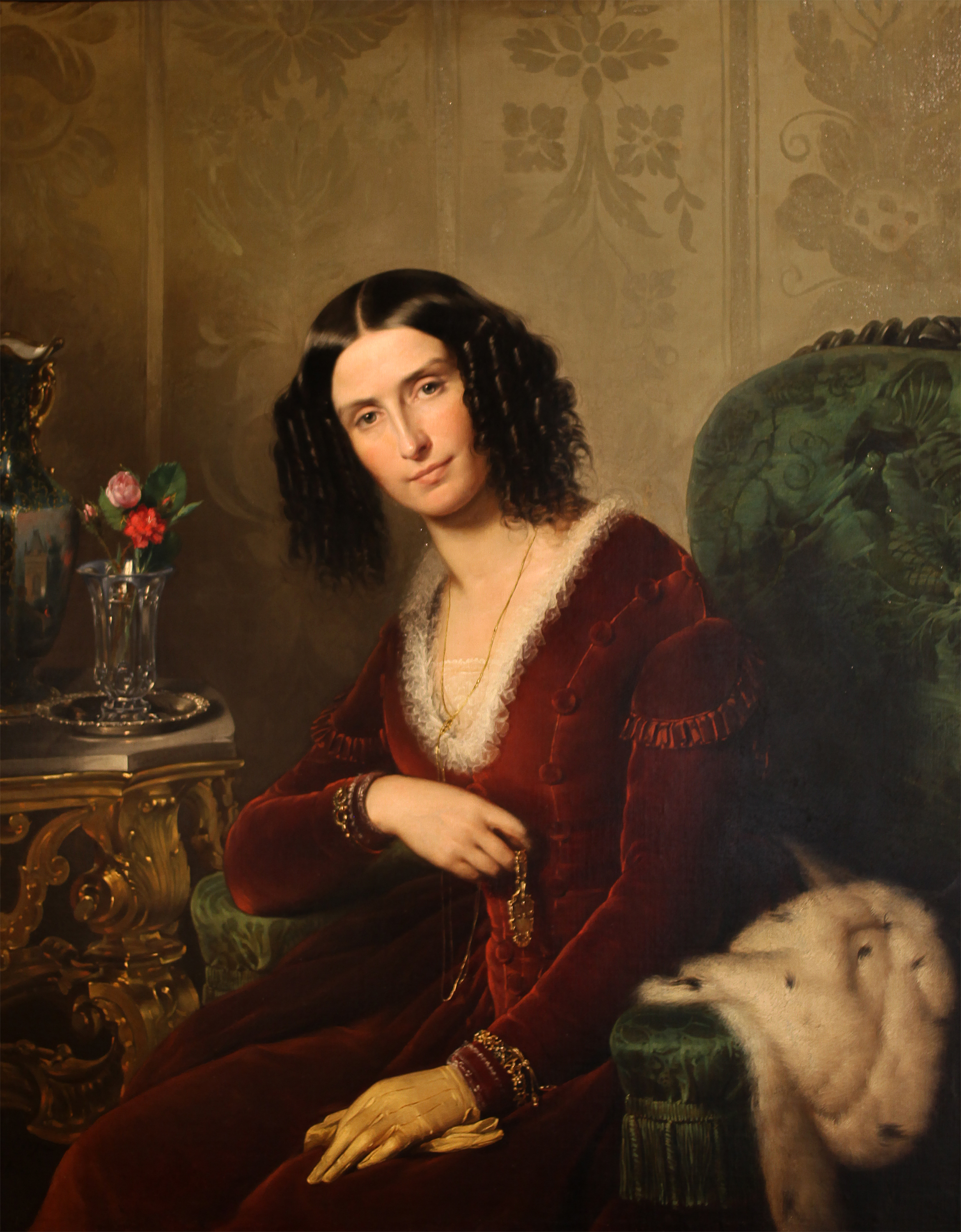
La seconda moglie di d'Azeglio, Luisa Maumary, in un ritratto di Eliseo Sala

Rientrato a Torino presso la famiglia, cambiò d'un tratto stile di vita, abbandonando i bagordi e dedicandosi interamente allo studio, continuando a dare la precedenza alla pittura, tanto che dormiva «in mezzo ai colori, agli oli, le vernici». Il mutamento fu tuttavia troppo drastico; la salute di d'Azeglio ne risentì, conducendolo a una sorta di esaurimento nervoso. Costretto a un periodo di riposo, cominciò presto a sentire nostalgia dell'ambiente romano, dove sognava di poter riprendere il proprio apprendistato artistico. I genitori acconsentirono allo spostamento, nella speranza di assistere a un miglioramento del figlio, e fu così che la madre, pur cagionevole di salute, si trasferì con lui e con il fratello Enrico a Roma.
I tre dimorarono inizialmente in piazza Colonna. D'Azeglio approfondì gli studi di disegno, ma anche quelli letterari e musicali. Scrisse un poema cavalleresco in ottave, due opere teatrali e alcune poesie (odi e sonetti) patriottiche. Il fratello Enrico abbandonò presto Roma per recarsi a Napoli, dove si ammalò gravemente. La madre, molto preoccupata, inviò Massimo nella città partenopea. Enrico si riprese più facilmente e più in fretta del previsto, assistito da un marchese di Macerata amante delle arti e della musica, Domenico Ricci, che Massimo conobbe nell'occasione, senza più averne notizie fino a quando, nel 1852, il figlio Matteo Ricci chiese la mano di Alessandrina, la sua unica figlia. Ritornati a Roma, i fratelli d'Azeglio si stabilirono con la madre in una piccola casa di Castel Gandolfo.
D'Azeglio continuò la propria attività di pittore e letterato, alternandosi tra i salotti intellettuali di Roma, Firenze e Milano, dove conobbe Giulia, la figlia primogenita di Alessandro Manzoni, sposandola nel maggio del 1831 ma rimanendone presto vedovo, nel 1834, l'anno successivo alla nascita di Alessandra, la loro unica figlia.
Nel 1828-1829 soggiornò per un certo periodo a Sant'Ambrogio di Torino per dipingere le tavole del libro La Sacra di San Michele illustrata e descritta che pubblicò a Torino nel 1829. A Milano giunse due anni più tardi, dopo la morte del padre. Nella città meneghina riscosse grande successo come pittore. Spiegò nei Miei ricordi come Milano fosse allora culturalmente e artisticamente molto più vivace di Torino. Il clima ambrosiano si confaceva assai meglio al suo spirito libero: vi trovava «un non so che di abbondante, di ricco, di vivace, di attivo, che metteva buon umore a vederlo». In questo contesto di fioritura delle arti presentò quindi tre dipinti all'Esposizione di Brera, un paesaggio e due soggetti storico-patriottici (La disfida di Barletta e La battaglia di Legnano). Il primo fu acquistato dall'arciduca Ranieri, viceré austriaco, mentre le altre due tele finirono nella prestigiosa collezione del patrizio Alfonso Porro Schiavinati.

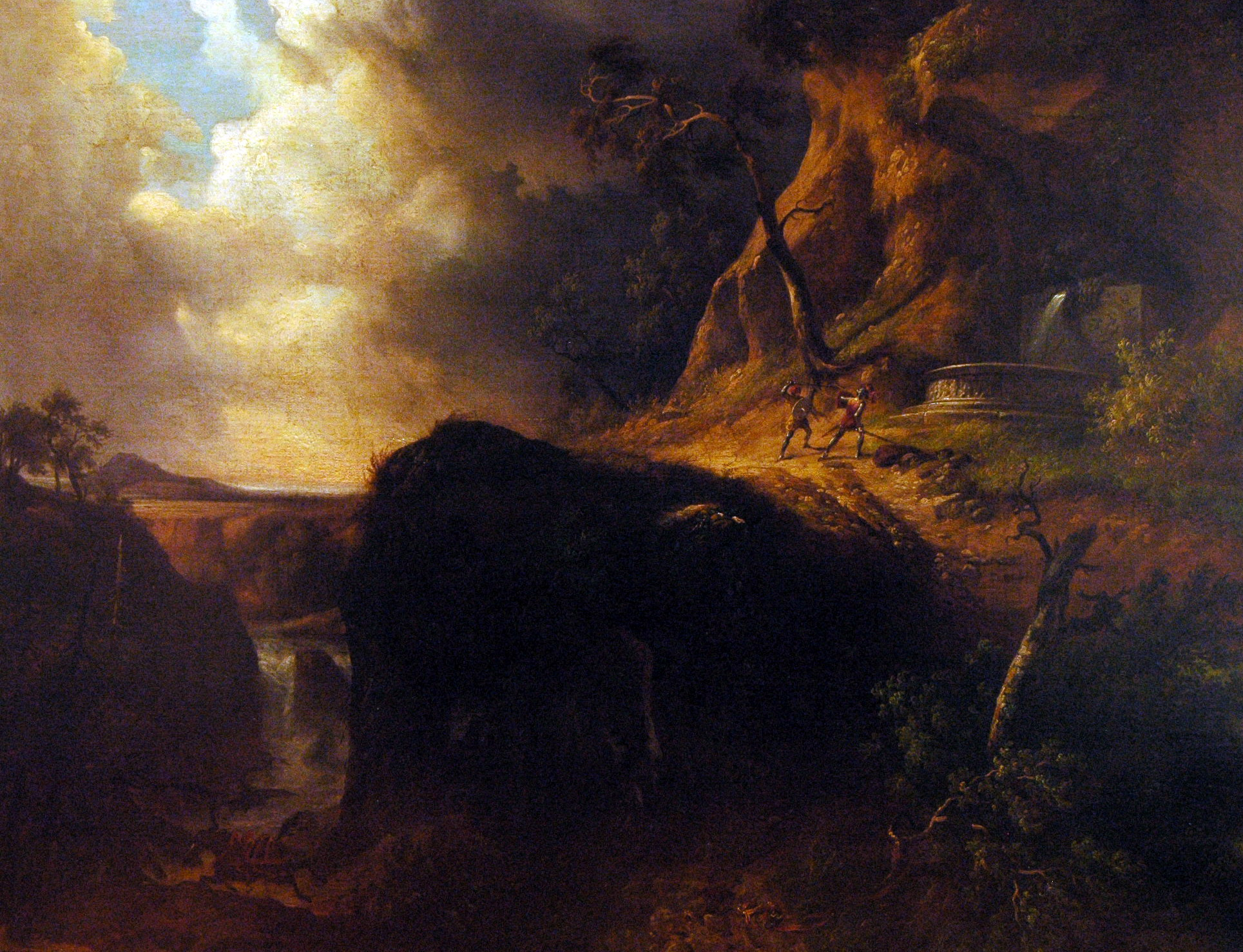
Massimo d'Azeglio, Combattimento di Rinaldo e Gradasso, 1839

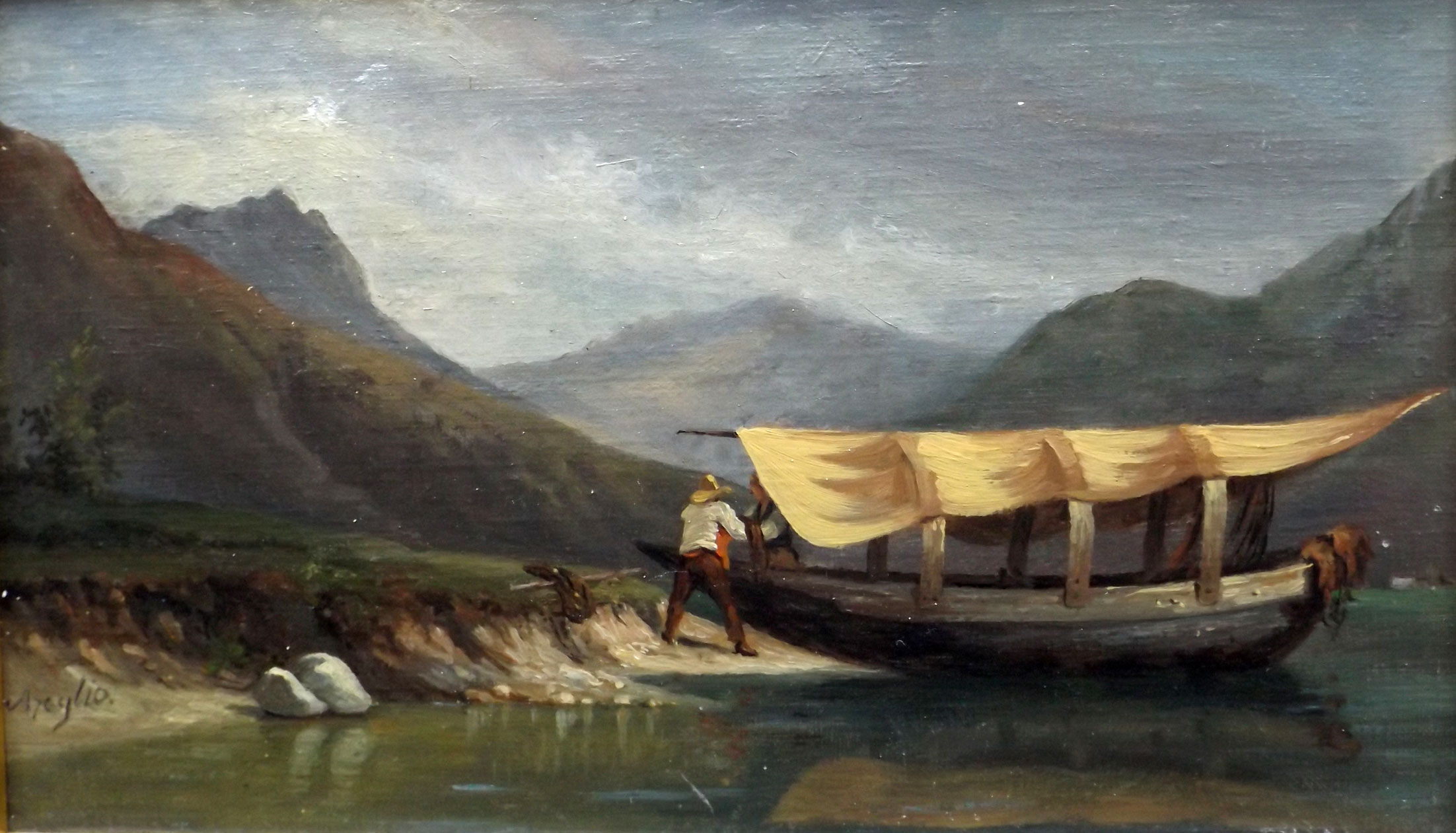
Massimo d'Azeglio, Vita di lago con barca

Si cimentò anche come scrittore; in linea con la temperie romantica, a cui si era mostrato fedele già nei quadri, scrisse il romanzo storico Ettore Fieramosca (1833) ispirandosi quindi anche in letteratura al famoso protagonista della disfida barlettana. Nel 1834 fu tra i primi frequentatori della casa di Clara e Andrea Maffei in via Tre Monasteri, nel primo embrione del salotto che avrebbe animato i successivi decenni della vita artistica e politica milanese. Il 24 agosto 1835 sposò in seconde nozze Luisa Maumary, vedova del proprio zio Enrico Blondel, che era fratello di Enrichetta, prima moglie di Manzoni.
Già pittore fin da giovanissimo, «scrittore di poemi cavallereschi e tragedie senza importanza» dopo avere acquistato risonanza notevole con romanzi storici quali Ettore Fieramosca e Niccolò de' Lapi, ovvero i Palleschi e i Piagnoni troviamo, postumo, I miei ricordi. L'ideale politico di D'Azeglio si intravede nelle sue opere e a volte il suo credo riguardo all'Italia nascente come nazione appare ben dichiarato: «abbatter la forza senza la forza, la violenza senza violenza, la frode senza frode», fare un tipo di guerra «senza sparger goccia di sangue». Dei suoi romanzi, è stato scritto, riportando una critica di Attilio Momigliano, che «sembrano una ancora torbida preparazione dei Ricordi» e, a proposito del romanzo storico dell'epoca «(Grossi, Cantù, Rovani, e un po' appartati Guerrazzi e D'Azeglio...) più contenutisticamente aperto ai ricalchi dei Promessi Sposi (...), che fu in realtà il più lontano, il più insensibile all'umanissima ispirazione manzoniana. (...) Si ha quasi l'impressione di essere in una fase precedente e non seguente ai Promessi Sposi».
Tornò poi a Torino, dove cominciò a interessarsi di politica attraverso il re Carlo Alberto, con approccio liberale moderato.

### Gli anni della maturità: le operazioni militari e l'ingresso in politica
Al settembre 1838 risale il primo soggiorno fiorentino, dove si recò per raccogliere il materiale necessario alla stesura del secondo romanzo storico, Niccolò de' Lapi. Nella città toscana, che d'Azeglio amò fin dall'inizio, entrò in contatto con gli intellettuali liberali del Gabinetto Vieusseux, in particolare con il suo fondatore, Giovan Pietro Vieusseux, e con Gino Capponi. Lasciò quindi Firenze per Milano, ma vi tornò nel 1840 per un secondo breve soggiorno. Durante tale soggiorno si recò prima a Gavinana, paese ove era stato ucciso Francesco Ferrucci nella battaglia del 1530, e poi a San Marcello Pistoiese, dove amò ascoltare la dizione di una certa Rosa, contadina nel podere Partitoio (peraltro analfabeta), dizione che definì «la parlata più pura e raffinata d'Italia», per dimostrare come, allora, nella montagna pistoiese si parlasse la vera lingua italiana, senza alcuna influenza dialettale. A San Marcello d'Azeglio soggiornò alla Locanda La Posta situata sulla strada granducale, adesso via Roma.
Nel 1838, a Firenze, conobbe il marchese Carlo Torrigiani, con i suoi stessi ideali patriottici e con cui strinse una fraterna amicizia. Torrigiani lo introdusse alla frequentazione di casa Targioni, composta dal naturalista Antonio, dalla moglie Fanny, di leopardiana memoria, e dalle loro tre figlie. Strinse un'amicizia particolarmente intensa con la più giovane, Teresa Targioni Tozzetti, come testimonia il ricco carteggio che ci è pervenuto.
Nell'estate del 1840 d'Azeglio soggiornò a Seravezza per ultimare in tranquillità gli ultimi capitoli della sua opera Niccolò de' Lapi, ovvero i Palleschi e i Piagnoni, e per raccogliere testimonianze sulla tradizione popolare secondo cui molte famiglie di nobili si erano trasferite in Versilia dopo la caduta di Siena del 1555. In ricordo della sua permanenza a Seravezza, nel Novecento la città gli dedicò una via ed una lapide presso la casa dove visse.
Sincero patriota italiano, cosciente delle grandi differenze tra i vari regni italiani, deciso a rispettare i sovrani legittimi, fu contrario ad un'unificazione a sola guida piemontese ed auspicava la creazione di una confederazione di stati sul modello dell'unità tedesca. Fu duramente attaccato per questo dai mazziniani (in quanto essi ritenevano l'assetto federalistico estremamente dannoso, sia perché esponeva l'Italia al fuoco della politica straniera sia a causa del particolarismo che sarebbe perdurato) e definito da Cavour suo "empio rivale" (in seguito, quest'ultimo lo costrinse a dimettersi).
Dopo un viaggio in Romagna, avvenuto nel settembre 1845 con l'intento di raccogliere il consenso dei liberali sulla figura di Carlo Alberto per ottenere l'indipendenza italiana, scrisse Degli ultimi casi di Romagna, in cui critica un'insurrezione che era stata tentata a Rimini.
Nel 1848, il colonnello d'Azeglio fu in prima linea nelle operazioni militari che coinvolsero il settentrione orientale della penisola. Si distinse come capo della difesa di Vicenza, in una missione militare condotta con grande coraggio. Il 10 giugno, ripiegando da Monte Berico, ridotto con una manciata di uomini e munizioni a fronte di un esercito austriaco molto più equipaggiato, fu ferito al ginocchio destro. Si diresse in seguito verso Ferrara, sofferente e col timore di essere arrestato e quindi confinato, con ogni probabilità, in Moravia. Assistito dal Cardinal Legato Luigi Ciacchi, rimase a Ferrara due settimane, prima di recarsi a Bologna, dove soggiornò per tutto il mese di luglio.
Il 26 giugno, intanto, era stato eletto a deputato del Parlamento Subalpino, per il collegio di Strambino. Ad agosto era a Firenze, presso villa La Scalère. Nonostante fosse ancora convalescente, si impegnò attivamente alla diffusione delle proprie idee scrivendo articoli per La Patria. Verso la fine di novembre partì per rientrare a Torino, con l'intenzione di partecipare ai lavori del Parlamento. Durante il tragitto fu costretto a fermarsi diversi giorni a Genova, colpito da un attacco di febbre. Il 10 dicembre ricevette una chiamata ufficiale del Re, che voleva affidargli la Presidenza del Consiglio del Regno di Sardegna, ma d'Azeglio declinò l'incarico durante l'udienza regale del 14. Al suo posto fu Vincenzo Gioberti ad assumere l'incarico.
A Torino diede alle stampe Timori e Speranze, pamphlet antirepubblicano composto durante la permanenza a villa La Scalère. L'opera, rifiutata dall'editore Le Monnier, fu pubblicata dai librai locali Gianini e Fiore, a cui d'Azeglio affidò anche l'opuscolo Ai suoi elettori, scritto dopo aver considerato la necessità di candidarsi per la nuova legislatura. Ai suoi elettori colpì per la sincerità e la purezza d'intenti, ed aveva tutti i crismi per essere considerato un capolavoro di letteratura politica, se è vero che fu definito «ciò che di più perfetto è uscito dalla piuma di d'Azeglio». Il risultato, però, fu diverso, perché venne rieletto Vincenzo Gioberti.

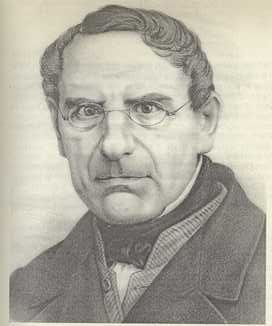
Francesco Domenico Guerrazzi

D'Azeglio decise allora di abbandonare la città, e già a fine gennaio prese la volta di Genova, sostandovi una decina di giorni. Proseguì verso la Toscana, giungendo a Pisa, ospite della famiglia Giorgini, con l'intenzione di continuare fino a Firenze per riprendere la figlia, che studiava nella città retta dal governo Guerrazzi. Nei medesimi giorni il granduca Leopoldo II era stato costretto alla fuga, mentre Guerrazzi, memore degli articoli azegliani apparsi su La patria e dell'ancor fresca invettiva antirepubblicana di Timori e Speranze, dispose l'arresto del d'Azeglio. Questi riuscì però a mettersi in salvo, grazie ad un avvertimento segreto che l'amico Marco Tabarrini gli fece pervenire, e riparò a Sarzana.

### Presidente del Consiglio
Raggiunse quindi La Spezia, in uno stato di profondo rammarico per l'evolversi della situazione italiana e ancora sofferente al ginocchio destro. Il 23 marzo ci fu la disfatta di Novara, che gettò il d'Azeglio in uno sconforto ancora maggiore, addolorato inoltre dalla morte del diciottenne Ferdinando Balbo – il fratello di Prospero – a cui era legato da sincera amicizia. Inviperito contro gli esponenti della Giovine Italia, contro la Camera e contro lo stesso Carlo Alberto, pensò di ritirarsi a vita privata e ritornò a Sarzana, ma il 25 aprile ricevette la chiamata del nuovo re, Vittorio Emanuele II, e gli fu nuovamente proposta la presidenza del Consiglio. Fece di tutto per rifiutare, conscio di dover assumere le redini in un momento estremamente difficile, ma dovette piegarsi alla volontà del sovrano quando questi, il 6 maggio, firmò il decreto di nomina del nuovo Primo Ministro.
Divenne Presidente del Consiglio del Regno di Sardegna dal 1849 al 1852, costituendo quindi il cosiddetto Governo d'Azeglio I, in uno dei momenti più drammatici della storia del Paese, al termine della Prima guerra d'Indipendenza. Nei primi mesi si adoperò per concludere la pace con l'Austria, lavorando assieme al Re ai celebri proclami di Moncalieri, la cui ratifica definitiva avvenne con quello del 20 novembre. Emanuele d'Azeglio, nipote dello statista, ricordò in seguito che «[D'Azeglio aveva] consigliato al Re d'atterrare i Titani; egli lo considerava come il fatto più importante» della sua vita politica, «ed il più segnalato servizio che aveva reso alla Dinastia ed al Paese».

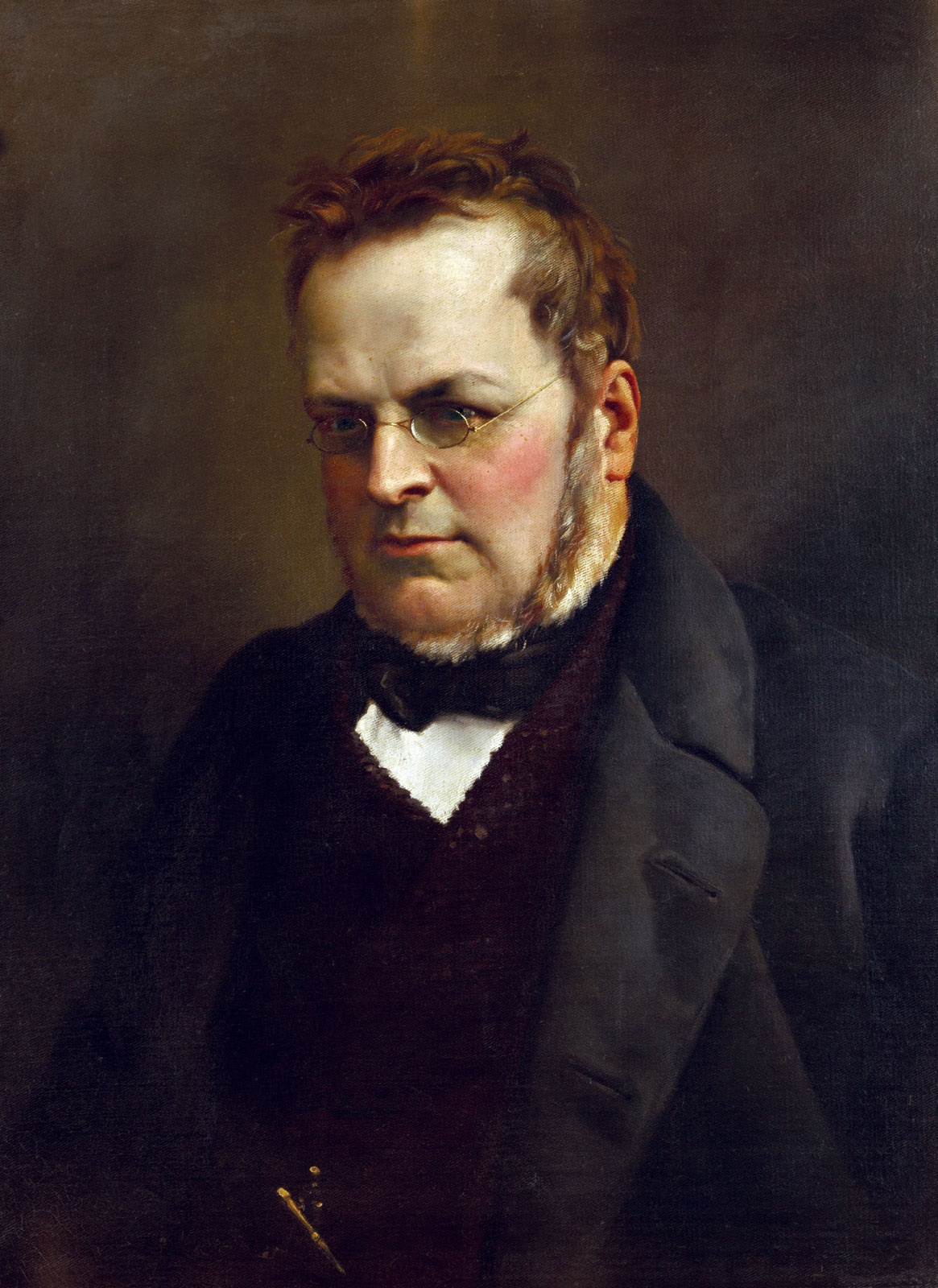
Il conte di Cavour

L'anno successivo d'Azeglio si dimostrò favorevole alle famose leggi Siccardi, che abolirono i privilegi del clero e attirarono sul Gabinetto le pronte risposte della Chiesa, incarnatesi con particolare veemenza negli articoli del sacerdote sanremese Giacomo Margotti e nell'intransigenza dell'arcivescovo di Torino Luigi Fransoni, che arrivò a negare, in punto di morte, i sacramenti al ministro dell'Agricoltura Santarosa, che aveva votato le leggi lesive dei diritti della Chiesa. In sostituzione del Santarosa, d'Azeglio fece il nome di Cavour, a cui era legato da amicizia dai tempi in cui il conte aveva fondato Il Risorgimento. Nonostante le resistenze di Vittorio Emanuele, Camillo Benso fu nominato ministro con un decreto dell'11 novembre.
La vita politica, però, non piaceva a d'Azeglio, il quale rimpiangeva i tempi della giovinezza, delle conversazioni nei salotti e, soprattutto, del libero esercizio della pittura. Il carteggio con Teresa Targioni, nel suo stile confidenziale, è ancora una volta rivelatore degli stati d'animo del presidente del Consiglio.
Nella seduta parlamentare del 12 febbraio 1851 d'Azeglio pronunciò un discorso politico in cui esprimeva la propria concezione della carica che era stato chiamato a ricoprire, facendo risaltare l'importanza della rettitudine e della gentilezza, ritenute come qualità somme per chi voglia condurre una politica di giustizia. Gino Capponi lodò la relazione, mentre il Bersezio si spinse fino a definire le parole espresse come le più nobili «che si udissero mai pronunziare da un ministro degli esteri in Parlamento».
Nell'estate del 1851, approfittando di un momento di relativa quiete, ebbe la possibilità di rinfrancarsi con una vacanza nell'amata riviera ligure. Verso la metà di luglio raggiunse quindi villa Oneto, a Sestri Ponente. Tornato a Torino, dopo altri mesi di calma, il Gabinetto si trovò a dover fronteggiare una situazione molto delicata. Cavour stava prendendo in mano le redini del Governo, e aveva cominciato ad avvicinarsi al centrosinistra, sostenendo la candidatura di Urbano Rattazzi, avversario del d'Azeglio, alla presidenza della Camera. Quando Rattazzi fu eletto nonostante l'assoluta opposizione del Primo Ministro, la legislatura piombò nella crisi più nera.
Non vedendo via d'uscita, d'Azeglio si dimise il 12 maggio 1852, ma Vittorio Emanuele II volle rinnovargli la fiducia e 4 giorni dopo destituì il Consiglio, rimettendo in carica d'Azeglio, che ricompose il Gabinetto in cinque giorni, estromettendo Cavour, Farini e Galvagno, e facendoli sostituire da Cibrario, Boncompagni e La Marmora. Rieletto quindi Primo Ministro, visse per pochi mesi l'avventura del Governo d'Azeglio II, dal 21 maggio fino al 4 novembre 1852. Così, colui che sperava di ritornare a dipingere e di abbandonare il guazzabuglio politico, si ritrovava pienamente impelagato in una nuova e difficile temperie governativa. «Per quanto la salute e la testa non mi reggano, ho però ubbidito onde non aver mai a rimproverami d'essermi rifiutato quando il paese era in pericolo».
La seconda legislatura cominciò con le inaspettate manifestazioni di calore e vicinanza giunte dall'Inghilterra, dove il conte di Malmesbury, Ministro degli Esteri, elogiò d'Azeglio durante una seduta della Camera dei lord, mentre Lord Palmerston e Disraeli parlarono in favore del primo ministro piemontese alla Camera dei comuni. Palmerston arrivò addirittura a definire la Costituzione sarda come un modello che tutte le nazioni d'Europa avrebbero dovuto imitare.
Tornata l'estate, d'Azeglio scelse ancora la costa ligure, soggiornando a Cornigliano. In questa stessa località, il 16 settembre Alessandrina, la sua unica figlia, si unì in matrimonio con il marchese Matteo Ricci, in una cerimonia a cui fecero da testimoni Alessandro Manzoni (nonno materno della sposa) e Emanuele d'Azeglio. L'autore dei Promessi Sposi conservò una viva emozione di quella giornata, felicitandosi con Teresa Borri, sua seconda moglie, per il partito della nipote, che «non poteva essere più fortunata». Anche Massimo approvava con gioia l'unione, una sorta di toccasana capace di alleviare in parte il peso della carica pubblica, nonostante la separazione dolorosa dalla figlia: «questo matrimonio di Rina, così conveniente per tutt'i versi, mi fa proprio l'effetto di un compenso o di un riposo, che ha voluto accordarmi la Provvidenza [...] Anche a Rina, poverina, rincresce separarsi da me (perdoni la fatuità). Ma la vita è prosa e non romanzo, e bisogna spesso, anzi sempre, sagrificare l'amor che vi contenta all'amor che vi affligge, che è il solo vero e il solo utile», scrisse il 18 settembre alla marchesa Marianna Trivulzio Rinuccini, con il consueto fiducioso abbandono nella fede cristiana.

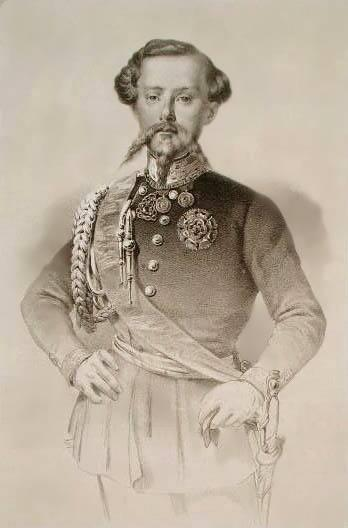
Vittorio Emanuele II in una litografia del 1851

Era solo un lampo, la crisi governativa andava nuovamente acuendosi e il Re protestava vivacemente contro le decisioni della Camera, che aveva approvato in una seduta di fine luglio la legge sul matrimonio civile, creando una nuova rottura nei rapporti con lo Stato Pontificio. D'altra parte, lo stesso d'Azeglio, sempre sofferente per la ferita alla gamba rimediata nella ritirata di Monte Berico ed esausto per il prolungarsi di un ruolo vissuto sin dall'inizio come puro sacrificio, non vedeva «l'ora di mutar mestiere». Il 22 ottobre prese la decisione definitiva: recatosi a Stupinigi, rimise il proprio mandato nelle mani del Re, proponendo Cavour come successore.

### Dopo la Presidenza: un rinnovato impegno politico
Tornato ad essere «un semplice mortale», promise sostegno al suo successore, aspirando soprattutto a tornare ad una vita lontana dai veleni della politica e dedita alla sua vera grande passione: la pittura. Nell'autunno del 1852 veniva a sapere dalla moglie Luisa che erano stati ritrovati album e studi di quadri accantonati parecchi anni prima. D'Azeglio chiese con insistenza di riaverli, rivolgendosi anche a quanti ricordava di averne prestati. Poiché il nipote Emanuele si trovava in Regno Unito, gli chiese di ottenere per lui commissioni artistiche, e lo scopo non tardò a realizzarsi. D'Azeglio si recò oltre la Manica per i numerosi lavori che gli erano stati offerti, desideroso di ringraziare inoltre quegli uomini politici che lo avevano sostenuto negli anni trascorsi alla Presidenza del Consiglio. A Londra fu ricevuto dalla regina Vittoria e da Alberto, che lo invitarono a pranzo a corte.

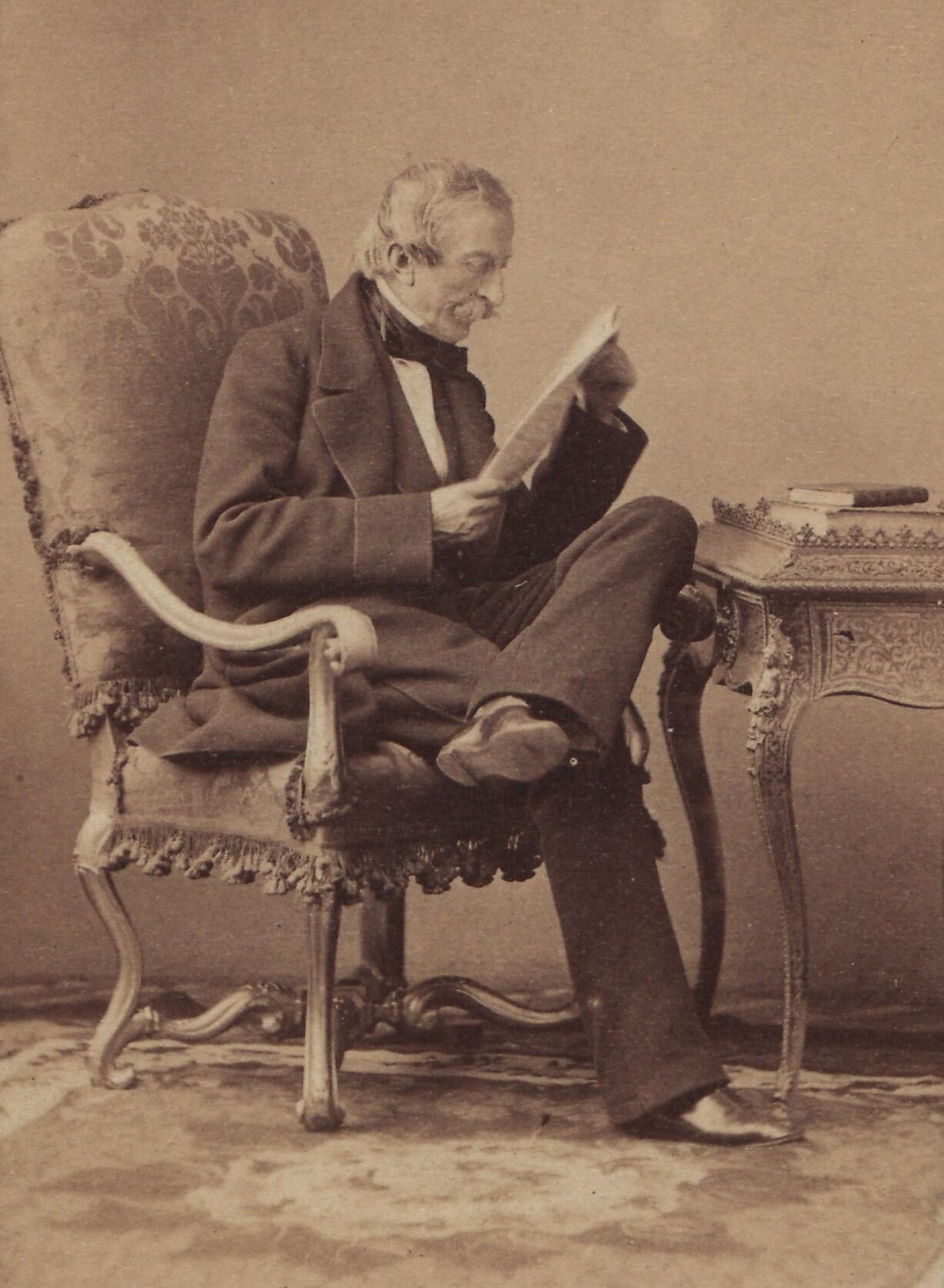
Massimo d'Azeglio, 1859-1861

Rifiutò inoltre tutte le onorificenze di cui voleva insignirlo il sovrano (tra queste, la nomina a generale e quella a cavaliere dell'ordine supremo dell'Annunziata). Tuttavia, pur volendo ritirarsi dalla cosa pubblica, continuava, per necessità e per amor di patria, a seguire da vicino l'evolversi della situazione politica: Cavour lo teneva in grande considerazione e si avvaleva costantemente del suo aiuto. Quando, nel dicembre 1854, il Piemonte guadagnò rilevanza internazionale aderendo all'alleanza con Francia e Inghilterra inviando un proprio contingente in Crimea – in risposta alle sollecitazioni delle due grandi potenze europee –, d'Azeglio si schierò tra i sostenitori dell'intervento. Il panorama politico era diviso sulla questione, tanto che il Ministro degli Esteri da Bormida si dimise protestando contro la decisione del governo, ma Cavour, favorevole all'alleanza, riuscì con la consueta abilità a prevalere, proponendo a d'Azeglio un nuovo mandato alla Presidenza del Consiglio. D'Azeglio rifiutò l'offerta, ma sostenne Cavour nei propri obiettivi politici, conscio anch'egli dell'importanza decisiva di un futuro apporto francese e inglese per la causa risorgimentale.
L'alleanza fu votata il 10 febbraio alla Camera e il 3 marzo al Senato. Una lettera a Teresa Targioni del 25 gennaio, al pari di quanto scrisse un mese più tardi, certificano come d'Azeglio non avesse lesinato energie per giungere a questo risultato. Nello stesso periodo il clima politico viveva una situazione infuocata anche per l'approvazione della legge sui conventi, che prevedeva la soppressione delle corporazioni religiose. La reazione veemente del cardinale segretario di Stato Giacomo Antonelli chiamava in causa anche d'Azeglio; questi replicò stizzito con l'articolo Il Governo di Piemonte e la Corte di Roma, apparso su L'Opinione il 16 febbraio.

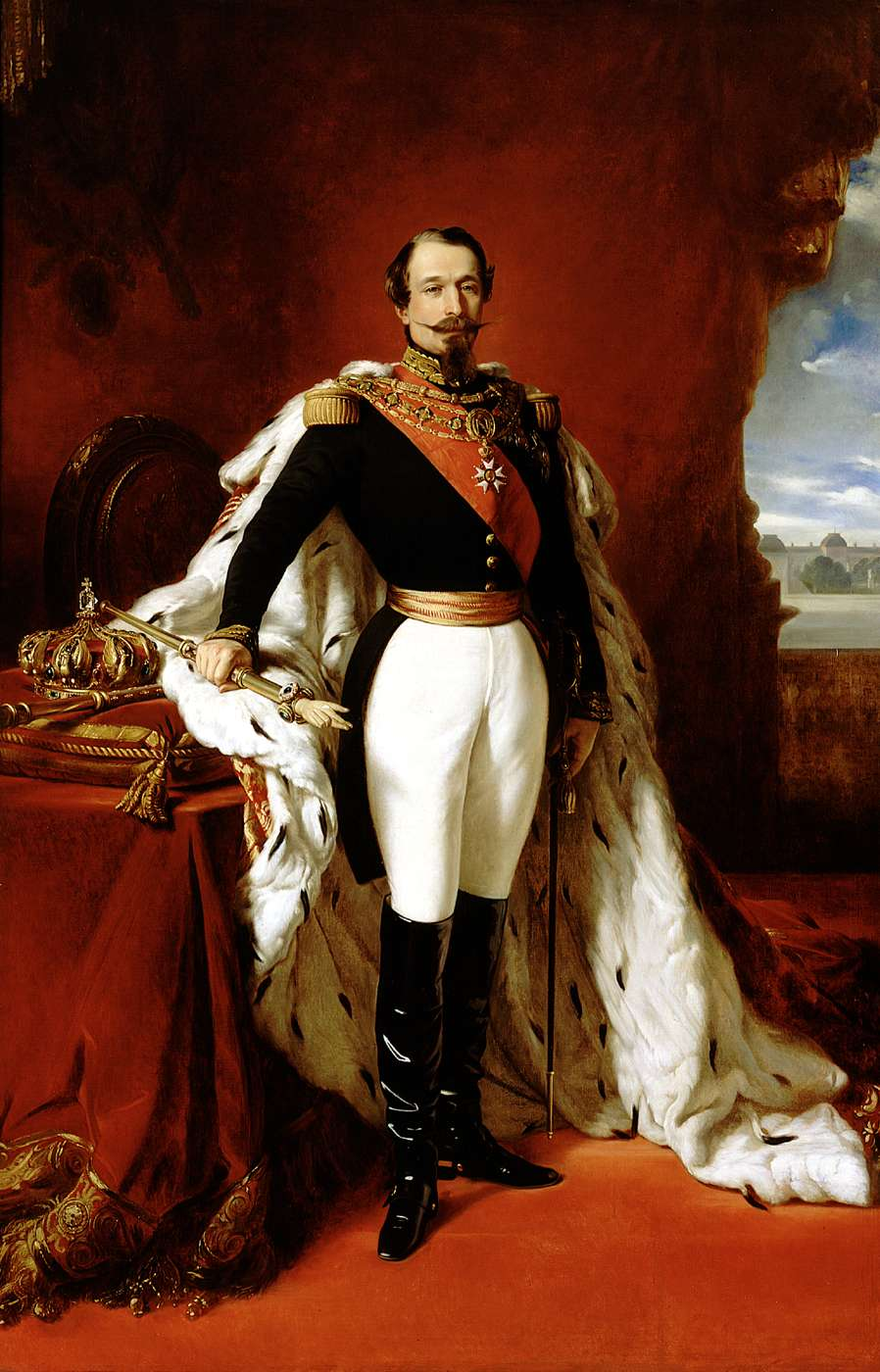
Napoleone III

L'intervento in Crimea e la legge sui conventi erano per d'Azeglio due decisioni obbligate, anche se non se ne rallegrava: la guerra voleva pur sempre dire morti e lutti, e neppure la legge lo entusiasmava, «mal fatta e inopportuna e, secondo me, poco liberale. Ma anche questa è quasi una necessità farla passare».
Intanto, una nuova estate chiamava una nuova villeggiatura, e il riposo veniva come sempre accolto con gioia. Quell'anno d'Azeglio stimò prudente rinunciare al previsto soggiorno toscano, visto che nella zona impazzava il colera, scatenatosi l'anno precedente e ancora molto pericoloso. Scelse quindi di trascorrere un periodo alla Certosa di Pesio, «a 3 ore da Cuneo ne' monti». Pochi giorni dopo il suo arrivo nella località rimase vittima di un incidente che avrebbe potuto rivelarsi fatale. Un diciottenne, volendo travestirsi da fantasma, pensò bene di mettersi al collo «un recipiente d'acquavite e sale accesi», facendo prendere fuoco al lenzuolo che aveva indossato. Per salvare il giovane, d'Azeglio si ustionò il volto, ma i danni non furono gravi e dopo qualche settimana i segni dell'incidente scomparvero.
In settembre Cavour volle che d'Azeglio si unisse a lui e al sovrano per il viaggio diplomatico in Francia, dove la delegazione doveva incontrare Napoleone III. La trasferta fu rinviata di due mesi a causa di un infortunio di caccia che aveva fatto temere per la vita di Vittorio Emanuele. Scampato il pericolo, a fine novembre i tre partirono alla volta di Parigi. Incontratisi a Lione, raggiunsero la grande città il 23, accolti calorosamente dall'imperatore e dalla consorte Eugenia. Napoleone riferì di avere a cuore la causa italiana. Il viaggio, estremamente faticoso, proseguì per l'Inghilterra, salutato da entusiasmi ancora maggiori, e ripassò da Parigi, finché a dicembre d'Azeglio ritrovò Torino, distrutto e reduce da un forte mal di denti che l'aveva trattenuto più del previsto in Francia, sottoposto alle cure del dottor Evans, il dentista americano dell'imperatore.
Massimo era stato l'ultimo a lasciare le terre di Napoleone, e prima di partire Cavour gli aveva affidato una commissione che gli era stata espressamente richiesta dall'imperatore. Questi, infatti, aveva incaricato il conte di scrivere confidenzialmente a Walewski «ce que vous croyez que je puisse faire pour le Piémont et l'Italie» (ciò che credete io possa fare per il Piemonte e per l'Italia), e il capo del governo aveva girato l'onere a d'Azeglio - il cui discorso regale di Londra aveva avuto grande successo -, molto abile in questo tipo di compiti e ottimo conoscitore della realtà piemontese.
D'Azeglio attese alla stesura (in francese) del documento con la massima cura e il massimo impegno, lavorandovi a dicembre e gennaio. Per quanto Cavour ne seguisse l'articolarsi con ammirazione e prodigalità di complimenti, si rese presto conto che lo scritto era eccessivamente curato e manifestamente troppo lungo. In più, mancavano conclusioni precise e pratiche. Pertanto il Presidente del Consiglio preferì sostituirlo con uno proprio.

### Le nuove sfide
(Massimo d'Azeglio)

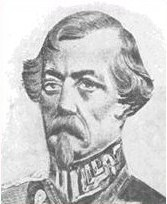
Giacinto Provana di Collegno

Gli anni passavano e d'Azeglio, che non era più rivestito di alcun incarico politico, propendeva per una vita sempre più ritirata dalla cosa pubblica, pur continuando a parteciparvi con emozione e interesse. L'estate del 1856 lo vide più libero e con maggior tempo a disposizione, sicché riuscì a soggiornare nell'amata Firenze e a rivedervi i numerosi amici che vi abitavano.
Intanto, era nata a Torino una rivista, il Cronista, a cui d'Azeglio cominciò a inviare con cadenza regolare i suoi Racconti, leggende, ricordi della Vita italiana, dove ricordava eventi e personaggi a cui era stato legato, abbozzando già un proposito autobiografico che trovò sbocchi ben più importanti negli anni seguenti.
Fu proprio sulle pagine del Cronista che d'Azeglio fece apparire in ottobre un commosso ricordo dell'amico Giacinto Provana di Collegno, scomparso il mese prima. Con lui aveva perso «il solo amico nel quale avessi fiducia assoluta, ed al qual potessi domandare un consiglio ne' casi difficili».
Sempre nell'estate del 1856 cominciò la costruzione di una villa a Cannero, sul lago Maggiore, dove poter trascorrere periodi di tranquillità lontano dalla vita cittadina. Già in primavera aveva comprato un vasto appezzamento di terreno, cosicché pochi mesi dopo iniziarono i lavori. L'edificio, composto da due piani, fu definito una «Cartagine sorgente», un luogo, come scrisse al nipote Emanuele, «dove al caso possa da un giorno all'altro trovar ricetto, se un motivo qualunque m'obbligasse a dar un calcio alle grandezze umane».
Quanto fosse restìo ad addossarsi nuove responsabilità politiche parve chiaro al suo ritorno a Torino, nel mese di novembre. Cavour gli propose di trasferirsi a Firenze in qualità di Ministro sardo presso la Corte granducale, ma d'Azeglio rifiutò. Al suo posto ricevette la nomina Carlo Boncompagni. Nuovi malanni intanto scossero la fragile salute di d'Azeglio, colpito dalla gotta durante il rigido inverno che seguì. Per questo motivo dovette trascorrere l'estate successiva un mese a Évian, sulla sponda savoiarda del lago di Ginevra, per poter beneficiare della acque alcaline. Nonostante la prospettiva di soggiornare in compagnia di «una brigata di Ginevrini, gente seccante a grado superlativo», non lo allettasse affatto, e nonostante si fosse informato sulla possibilità di farsi curare in Toscana, dovette alla fine rassegnarsi e recarsi sul lago Lemano (1857).
Tra commissioni artistiche - dipinse nel 1858, per volere del sovrano, un quadro raffigurante l'entrata di Vittorio Amedeo II di Savoia a Taormina nel 1714 - e prolungati soggiorni a Cannero, d'Azeglio godette ancora per qualche mese della tranquillità agognata, prima di tornare nuovamente in azione. Rimase il tempo per soddisfare un desiderio coltivato da anni: recarsi a Siena a vedere il Palio. Così, appassionato di cavalli, ammirò la corsa all'inizio di luglio del 1858, e poi fece tappa ad Antignano e Firenze.
Venne il Capodanno del 1859, e gli eventi che portarono nel giro di due anni all'unità nazionale cominciarono a prendere una direzione precisa. Napoleone III ruppe con l'Austria, suscitando una vasta eco in Italia. D'Azeglio era a Firenze, sempre intenzionato a restare ormai in disparte, ma le novità lo indussero a tornare in azione. Il 13 gennaio Francesco Arese lo avvisò della possibile invasione austriaca del Piemonte. Il 18 lasciò Firenze, dopo aver scritto a Cavour manifestandogli la propria adesione. Quel giorno, a Torino, la Francia firmava il trattato con cui si impegnava a intervenire in difesa dei piemontesi qualora fossero stati invasi dalle forze austriache. Il Presidente del Consiglio accolse naturalmente con favore le parole di d'Azeglio, e non tardò a fargli sapere in una missiva del 21 come Vittorio Emanuele fosse altrettanto lieto di una sua nuova discesa in campo.
Il pretesto per andare a Roma e sondare segretamente la situazione fu offerto dal conferimento del collare dell'Ordine supremo della Santissima Annunziata a Edoardo, figlio della regina Vittoria d'Inghilterra e principe ereditario. Azeglio, che aveva trascorso un mese a Genova, partì alla fine di febbraio. Il 24 giunse a Livorno, poi fece tappa a Siena, quindi arrivò a Roma, ospite dell'Hôtel d'Angleterre. Il 5 marzo, si legge nei diari privati del principe inglese, «il Marchese d'Azeglio, celebre uomo di Stato e soldato del Regno di Sardegna venne a darmi l'investitura del collare dell'Annunziata in nome del Re di Sardegna, che mi aveva fatto l'onore di conferirmelo».
A Roma fu ricevuto anche dal pontefice Pio IX, a cui portò i saluti di Vittorio Emanuele, e chiuse così gli impegni ufficiali che lo avevano portato nell'Urbe. Ora, «in visite di società ... andava mascherando la parte del cospiratore». Nel frattempo Napoleone stava perdendo interesse per la causa italiana, e il colloquio che Cavour riuscì a ottenere il 29 marzo con l'imperatore e il ministro degli Esteri Walewski non produsse l'effetto sperato. Cavour, allora, decise di seguire il consiglio del nipote, Emanuele d'Azeglio, allora ambasciatore sardo a Londra, che gli suggerì di inviare lo zio in missione diplomatica a Parigi e Londra. Il 1º aprile d'Azeglio viene raggiunto a Roma da un dispaccio di La Marmora che «all'una dopo mezzanotte» lo richiamava urgentemente a Torino, dove il sovrano voleva incontrarlo al più presto per comunicargli l'importante incarico.
Di nuovo nella città natale, d'Azeglio si affrettò a scoprire il motivo dell'urgente chiamata, ricevendo da Vittorio Emanuele l'ordine di partire per Parigi – e poi per Londra – in qualità di Inviato Speciale e Ministro Plenipotenziario. Nel frattempo, Cavour manifestava ad Emanuela d'Azeglio le ragioni che lo avevano spinto a designare lo zio per la missione. Nel succitato colloquio con l'imperatore francese, infatti, Napoleone III «ha citato brani di libri di Azeglio» e lo stesso Walewski «ha invocato alcune volte l'autorità di lui per sostenere la sua opinione». Il Primo Ministro arrivò ad affermare che la scelta era caduta sull'«autore ed il padre della questione italiana».
Era tuttavia il soggiorno nel Regno Unito a interessare di più: Cavour e Vittorio Emanuele II avevano la chiara percezione che lì si giocasse la partita sabauda, e che, portato il Regno Unito dalla loro parte, la situazione sarebbe migliorata notevolmente. Per questo, quando il Ministro degli Esteri del Regno Unito Lord Malmesbury manifestò il desiderio che d'Azeglio andasse a Londra senza passare dalla Francia, il 14 Cavour fece avere all'Inviato Speciale un sollecito, una missiva in cui gli chiedeva di affrettare l'andata oltre la Manica. Il giorno successivo d'Azeglio era in viaggio verso la Savoia. Arrivò a San Giovanni di Moriana, da dove prese il treno per Parigi, città in cui giunse il 16 aprile.
Vi rimase soltanto due giorni, ma fu sufficiente per adempiere alla propria funzione. Scrisse in francese un documento che imponeva all'Austria il disarmo preventivo, ricevendo il giorno seguente l'approvazione dell'imperatore. La sera del 17 era già nel Regno Unito. Percepì verso i piani di casa Savoia un'ostilità palpabile, ma non discendeva da una prevenzione diretta, bensì dal recente riavvicinamento con i francesi, a cui Londra guardava con sospetto. D'Azeglio fu comunque ricevuto con tutti gli onori dalla regina, che lo invitò amichevolmente a pranzo.
La congiuntura politica cominciava a volgere a favore del Regno di Sardegna: il progressivo allentarsi delle diffidenze del Regno Unito e le contemporanee minacce austriache sono viste come buona cosa. Era indubbiamente il momento migliore per essere attaccati, potendo schierare due grandi potenze al proprio fianco. Le parole che d'Azeglio scrive il 23 a Cavour sono in questo senso molto chiare: «La sommation de l'Autriche, juste au moment où notre conduite nous rendait les Benjamins de l'Angleterre, a été un de ces ternes à la loterie qui n'arrivent qu'une seule fois en un siècle» (L'intimazione austriaca, contemporanea alle simpatie che la nostra condotta riscuoteva in Inghilterra, è stata una di quelle fortune che capitano una sola volta in un secolo).

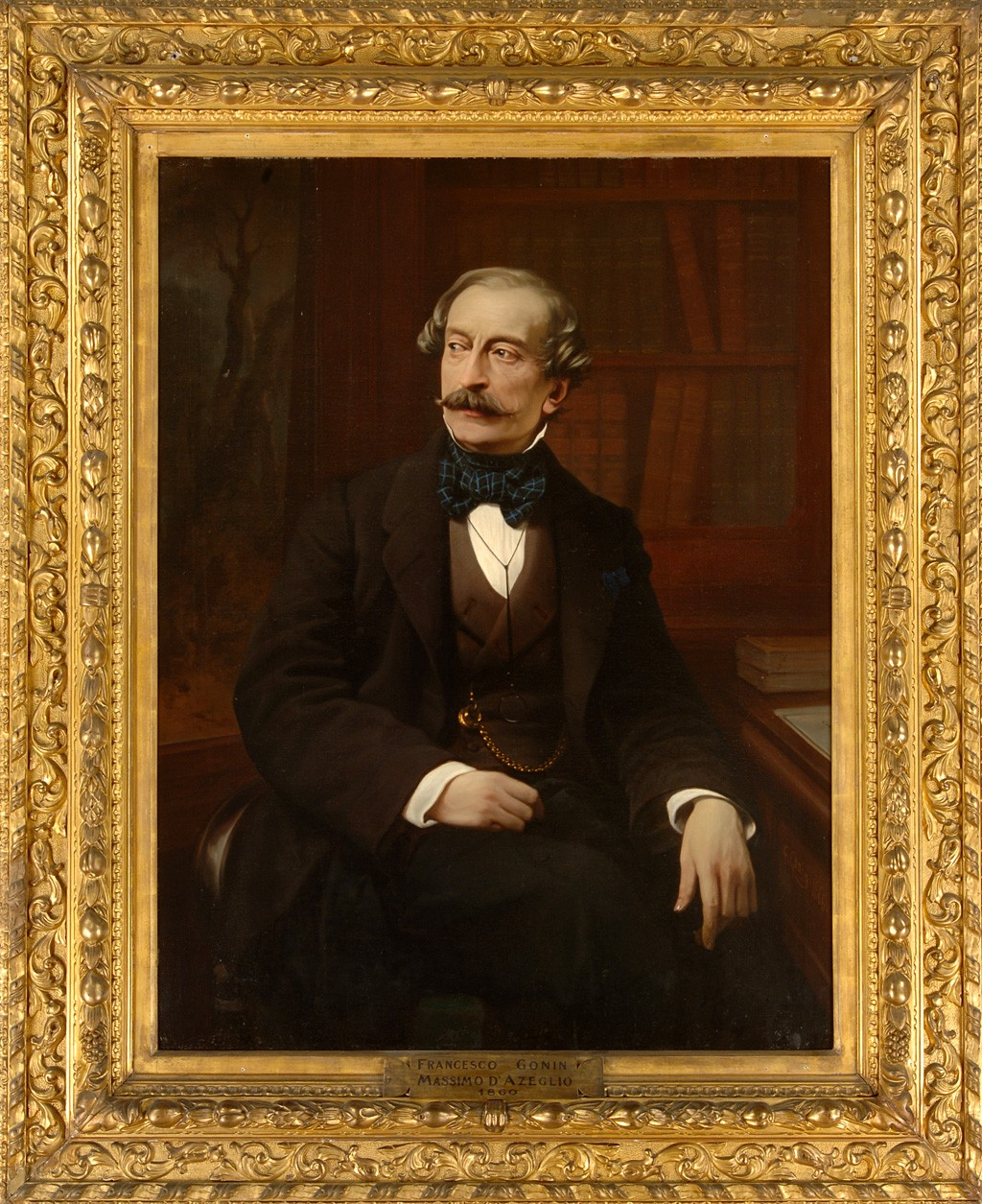
Francesco Gonin, Ritratto di Massimo d'Azeglio (1860, Museo nazionale del Risorgimento italiano, Torino)

L'11 luglio 1859 ebbe l'incarico di costituire un governo provvisorio a Bologna, dopo la cacciata delle truppe pontificie. Il 25 gennaio 1860 venne nominato Governatore della Provincia di Milano, carica che tenne fino al 17 marzo 1861, allorquando fu nominato prefetto Giulio Pasolini.
Durante la sua vita politica continuò comunque a dedicarsi alle sue passioni, la pittura e la letteratura, quest'ultima sia in veste di scrittore politico sia di romanziere. Da gaudente, il nobile Massimo si guadagnò, fra le dame di corte, una certa reputazione, mentre Francesco de Sanctis descrisse la sua attitudine come «un certo amabile folleggiare... pieno di buon umore».
Queste connotazioni non posero tuttavia in secondo piano le sue doti di politico con la capacità di intravedere sia i limiti della riunificazione («Pur troppo s'è fatta l'Italia, ma non si fanno gl'Italiani»), sia della dirigenza sabauda (lasciò la scuola di cavalleria per i contrasti con l'aristocrazia) e che propose una sua soluzione personale sia dal punto di vista costituzionale (stato federale), sia da quello economico (liberale).

### Gli ultimi anni
Massone, durante le elezioni massoniche del 23 maggio 1864, che ebbero luogo a Firenze nel tempio della loggia Concordia e che videro Giuseppe Garibaldi eletto come Gran maestro del Grande Oriente d'Italia, con 45 voti su 50 delegati votanti, un voto andò a Massimo D'Azeglio. Nonostante la sua appartenenza alla Massoneria, d'Azeglio rimase sempre convintamente cattolico.
Durante gli ultimi anni di vita, trascorsi sul lago Maggiore, si dedicò alla stesura delle sue memorie, pubblicate postume con il titolo I miei ricordi nel 1867. Massimo D'Azeglio morì in via Accademia Albertina a Torino nel 1866, e le sue spoglie sono conservate nella parte storica (porticato) del Cimitero monumentale di Torino.

## Opere

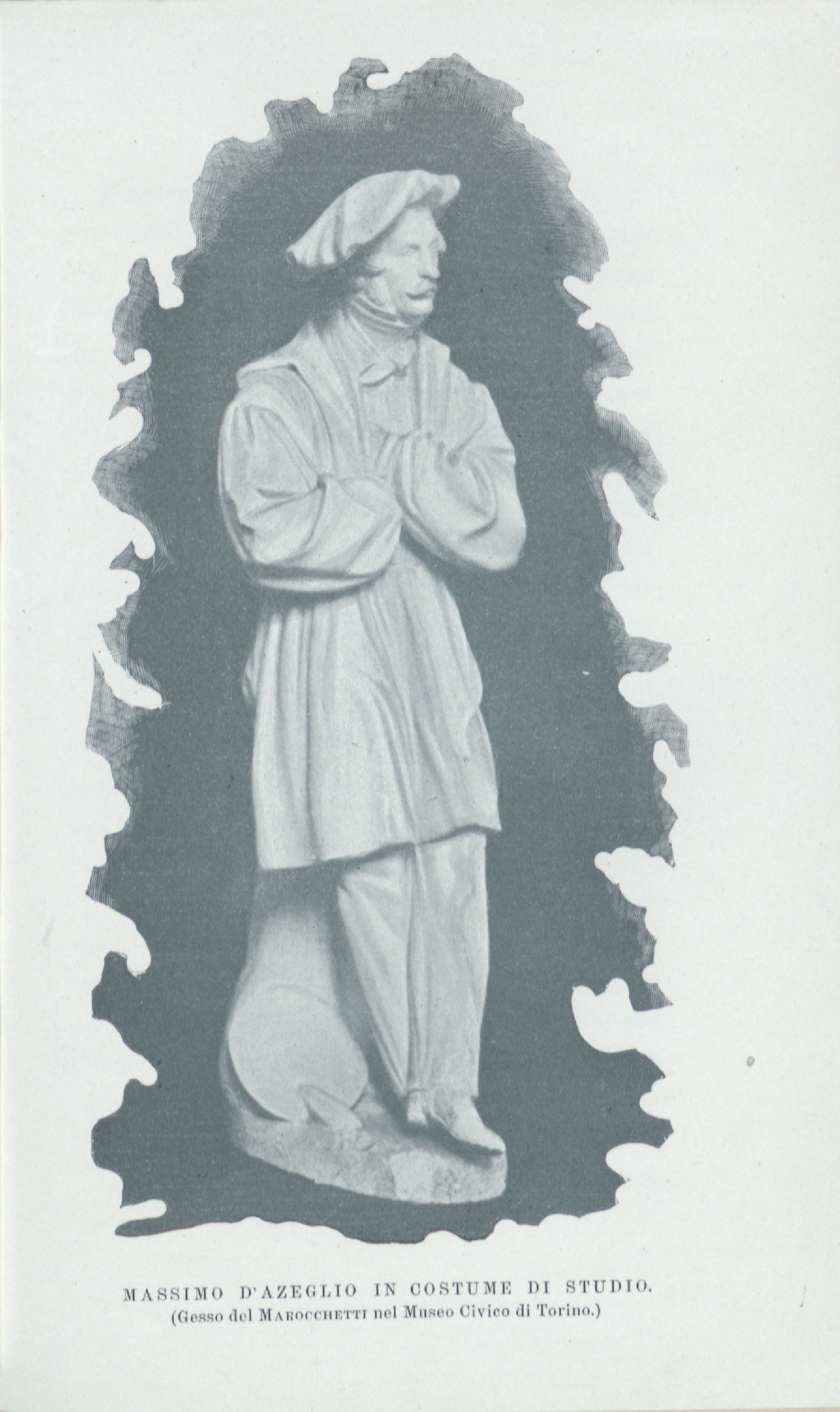
Massimo d'Azeglio in costume di studio. Illustrazione dai Miei ricordi, 1899

### Letteratura
Tra le sue opere più famose si possono citare:
- Ettore Fieramosca, o la disfida di Barletta, 1833, ottenne un grandissimo successo;
- Niccolò de' Lapi, ovvero i Palleschi e i Piagnoni, 1841, edizione del centenario, Torino, Società Subalpina Editrice, 1941;
- Degli ultimi casi di Romagna, 1846, scritto politico ispirato ai moti di Rimini del 1845, nel quale ha anche modo di elogiare i "temperati modi" del legato pontificio di Forlì, Tommaso Pasquale Gizzi, da cui Rimini dipendeva; nel testo espone le riforme necessarie alla formazione del nuovo stato italiano;
- Proposta di un programma per l'opinione nazionale italiana, 1847;
- I lutti di Lombardia, 1848;
- I miei ricordi, 1867, autobiografia, pubblicazione postuma.

### Pittura

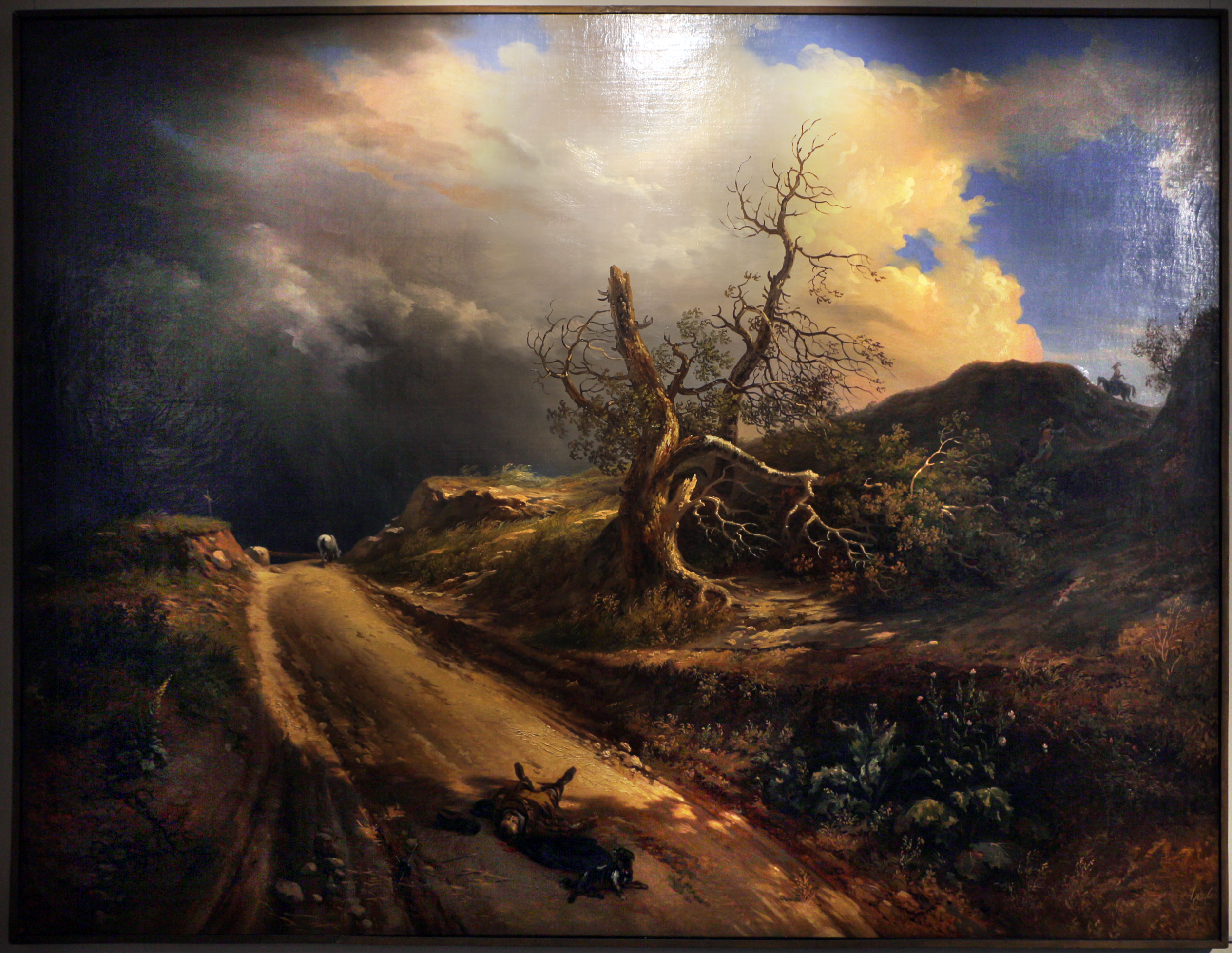
Una vendetta (1835)

Molti dei suoi quadri, soprattutto paesaggi d'ispirazione romantica, sono conservati nella Galleria d'arte moderna di Torino.
I cimeli di D'Azeglio della scuola media a lui intitolata a Roma sono traslati nel Museo nazionale della Campagna Risorgimentale del 1867 a Mentana (Roma) quando l'Istituto nel 2000 prese il nome di "Giuseppe Sinopoli" grazie all'accettazione della richiesta da parte del Direttore scientifico del Museo, il prof. Francesco Guidotti.
Presso la Galleria d'Arte Moderna di Milano è esposta la sua opera Una vendetta (1835).

## Adattamenti cinematografici
Dal suo romanzo Ettore Fieramosca o la disfida di Barletta sono stati tratti i seguenti film:
- Ettore Fieramosca di Ernesto Maria Pasquali (1909)
- Ettore Fieramosca di Domenico Gaido e Umberto Paradisi (1915)
- Ettore Fieramosca di Alessandro Blasetti (1938)
- Il soldato di ventura di Pasquale Festa Campanile (1976)

## Onorificenze
Il monumento che lo raffigura nel parco del Valentino reca la seguente iscrizione
Un altro lato del medesimo riporta una parte del suo testamento politico del 2 luglio 1857